# Kapitulace Bredy
Kapitulace Bredy nebo Předávání klíčů od pevnosti Breda (španělsky La rendición de Breda; jiné názvy: Kopí španělsky Las Lanza nebo  El Cuadro de las Lanza) je obraz španělského malíře Diega Velázqueze z let 1634–1635.

## Pozadí vzniku
Když v roce 1631 začali nedaleko Madridu stavět královský palác Buen Retiro, uvažovalo se i o výzdobě jeho místností. Ta měla být pojata v duchu velebení úspěchů španělské koruny. Návrhem výzdoby trůnního síně byl pověřen dvorní, tehdy jednatřicetiletý malíř, Diego Velázquez. Po dokončení výstavby síně na stěny umístili dvanáct pláten s historickou tematikou. Autorem jednoho z nich – Kapitulace Bredy – byl sám Velázquez. 
Na obraze umělec zvěčnil historickou událost, která se odehrála v roce 1625. Obraz zachycuje jedno z mála bojových vítězství, které Španělsko dosáhlo za úpadku své moci v 17. století. Díky tomu toto dílo vzbudilo v zemi mimořádný ohlas. Po několikaměsíční obraně neodolala nizozemská pohraniční pevnost Breda španělskému obléhání a kapitulovala. Akt předávání klíčů od města je námětem obrazu.

## Popis díla
Velázquez se mistrovsky zhostil dokumentování této události, přičemž v jeho podání převládl lidský rozměr nad jednoduchým zachycením podřízení se poraženého vítězi. V centru obrazu stojí proti sobě dva muži: vlevo oranžský princ Justinus Nasavský, s kloboukem v jedné ruce a s klíči od města v druhé, v uctivém předklonu, připravený pokleknout na pravé koleno před španělským generálem Ambrosio Spinolou.
Obraz nevyzařuje bojovou ani vítěznou atmosféru, naopak na diváka působí velmi uvolněně až smírně. Navzdory vítězství španělských zbraní jejich velitel neprojevuje svou nadřazenost, jaká by se od vítězného vojevůdce očekávala. Naopak přátelským položením ruky na princovo rameno a s úsměvem na rtech dává najevo svůj soucit. Z jeho strany jde o velmi vznešený výjev: sám se předklání a pohybem ruky brání Nasavskému, aby před ním poklekl. Soudobý popis díla je velmi výstižný: „Spinola zdraví a objímá velitele s přátelským pohledem a ještě přátelštějšími slovy, chválíce sílu jeho, jakož i houževnatost.“
V generálově gestu se zračí mimořádná šlechetnost, se kterou přistupuje k poraženému ne jako k nepříteli, ale jako k člověku, kterému je třeba projevit účast v neštěstí.
Navzdory této ústřední tématu obrazu je očividné autorovo mistrovské zobrazení dvou proti sobě stojících armád. Napravo vítězní Španělé se vztyčenými kopími v pevném, uzavřeném šiku vyjadřujícím sílu jejich vojska. Nalevo, za Justinusem Nasavským stojí jeho vojáci v uvolněnější póze. Pozornost diváka upoutá postava mladíka vlevo v krátkém bílém kabátě. Se smutkem v očích odvrací zrak od hlavních účastníků děje, dojatý událostí, jejímž svědkem se právě stal. Obě skupiny vojáků jsou pravou galerií portrétů, skutečných i imaginárních.
Pozadí scény dotváří země, ze které je patrné místo děje. Malíř ji přebral z jedné vlámské malby zobrazující dobytí Bredy.